# Palazzo Riario Sforza-Zampaglione

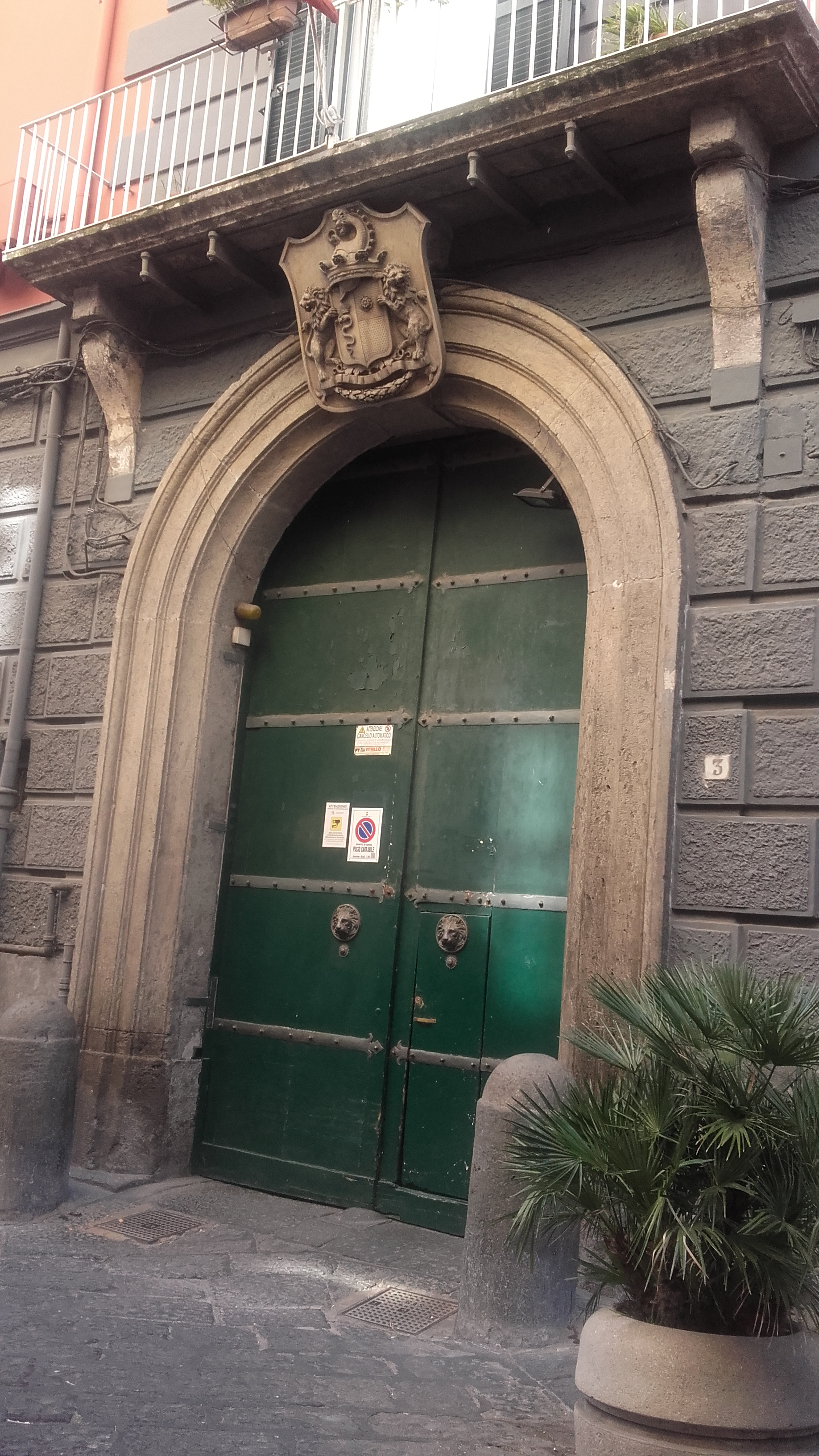
Palazzo Riario Sforza-Zampaglione: Eingangsportal an der Via Santa Maria in Portico.

Der Palazzo Riario Sforza-Zampaglione (früher Palazzo del Duca di Gallo) ist ein Palast aus dem 17. Jahrhundert im Viertel Chiaia in Neapel in der italienischen Region Kampanien. Er liegt in der Via Santa Maria in Portico, 3.

## Geschichte
Wie andere Adelsbauten in der Nähe der Riviera di Chiaia stammt der Palast aus dem ersten Viertel des 17. Jahrhunderts, da er bereits auf der Ansicht von Neapel des Graveurs Alessandro Baratta aus dem Jahre 1629 zu sehen ist. Man weiß fast nichts über die Geschichte und die Abfolge der Eigentümerfamilien in den ersten beiden Jahrhunderten seiner Existenz. Im provisorischen Kataster, das Joachim Murat 1815 erstellen ließ, ist ein gewisser Innocenzo Villani als Eigentümer angegeben; jedenfalls wurde der Palast in den unmittelbaren Folgejahren von Marzio Mastrilli (1753–1833), Herzog von Gallo und wichtiger Minister, sowohl in Diensten von Ferdinand I. als auch von Joseph Bonaparte, gekauft und ausgebaut. Später verkauften ihn dessen Erben an die Adelsfamilie Zampaglione aus Calitri. Heute ist der Palast in Wohnungen aufgeteilt – von denen einige noch den Nachfahren des Barons Zampaglione gehören – und in Büros. In den letzten Jahren wurde dort auch ein Beherbergungsbetrieb eingerichtet.

## Beschreibung
Der Palast zeigt sich als nüchternes und ausgedehntes Gebäude mit fünf Stockwerken im klassizistischen Stil. An der Hauptfassade zur Via Santa Maria in Portico befindet sich in der Mitte des mit glattem Bossenwerk verkleideten Erdgeschosses ein einfaches Rundbogenportal aus Piperno. Auf dem Schlussstein des Bogens ist ein Marmorschild, das das Familienwappen der Riario Sforzas zeigt; dieses wurde nach einer Heirat zwischen den Familien Riario Sforza und Zampaglione in der zweiten Hälfte des 19. Jahrhunderts dort angebracht. Im Gegensatz dazu präsentiert sich das Innere als Zusammenstellung von Innenhöfen, Gängen und Treppen, was den Erweiterungen geschuldet ist, die vor allen Dingen der Herzog Mastrilli in den 1820er-Jahren durchführen ließ. Vermutlich war es damals so, dass der Palast die Via Fratelli Magnoni „erreichte“, wobei er den benachbarten Palazzo Battiloro umfasste.